# Kup europskih prvaka 1967./68. (vaterpolo)
Kup europskih prvaka 1967./68. igralo je 9 momčadi. 
Momčadi koje su igrale završnicu:
I. skupina:
- Mladost
- Pro Recco
- Barcelona
- Septemuri Sofija

II. skupina:
- Dinamo Bukurešt
- CSK VMF Moskva
- Partizan Beograd
- Dinamo Berlin
- De Robben

Po dvije iz svake skupine išle su u poluzavršnicu. U prvoj skupini dalje su prošli Mladost i Pro Recco, a ispali Barcelona i Septemuri iz Sofije. U drugoj skupini dalje su prošli Dinamo Bukurešt i CSK VMF Moskva, a ispali Partizan, Dinamo Berlin i De Robben.

## Turnir

### Poluzavršnica
- CSK VMF Moskva -  Mladost 4:4, 3:6 (ukupno 7:10)
- Pro Recco -  Dinamo Bukurešt 5:3, 6:9 (ukupno 11:12)

### Finale
- Mladost - Dinamo Bukurešt 4:2, 4:4 (ukupno 8:6)

Prvak Europe 1967./68.:  Mladost (prvi naslov)
Za ekipu Mladosti tada su nastupali: Karlo Stipanić, Jonke, Ivo Trumbić, Ozren Bonačić, Zlatko Šimenc, Miroslav Poljak, Jeger, Marijan Žužej. Trener: Seifert